# 山口県道33号下関美祢線
山口県道33号下関美祢線（やまぐちけんどう33ごう しものせきみねせん）は、山口県下関市と美祢市を結ぶ県道（主要地方道）である。

## 概要
以前は下関市と萩市を結ぶ山口県道33号下関萩線だったが、国道435号（1975年 - 1982年は国道376号）や国道490号の昇格によって重用区間が長くなったために存在意義が薄まり、1994年（平成6年）に終点が短縮されて現行路線になった（以前の終点側は山口県道32号萩秋芳線の一部として独立）。
全線上下2車線の快適な道で、本路線と国道435号・国道490号を介した下関 - 萩間について見れば国道191号経由よりも距離は短い。中国自動車道小月IC - 美祢西ICのほぼ全区間と併走する。

### 路線データ
- 起点：下関市小野（山口県道34号下関長門線交点）
- 終点：美祢市大嶺町東分・吉則下交差点（国道435号交点）

## 歴史
- 1993年（平成5年）5月11日 - 建設省から、県道下関萩線の一部が下関美祢線として主要地方道に指定される[1]。

## 路線状況

### 重複区間
- 国道491号（下関市王司神田1丁目 - 下関市清末千房2丁目）
- 国道2号小月バイパス（下関市清末中町3丁目・清末東交差点 - 下関市松屋本町5丁目・松屋ランプ）
- 山口県道65号山陽豊田線（美祢市西厚保町原 - 美祢市西厚保町本郷・美祢市本郷交差点）
- 山口県道232号奥万倉山陽線（美祢市西厚保町本郷・美祢市本郷交差点 - 美祢市東厚保町川東）

## 地理

### 通過する自治体
- 下関市
- 美祢市

### 交差する道路

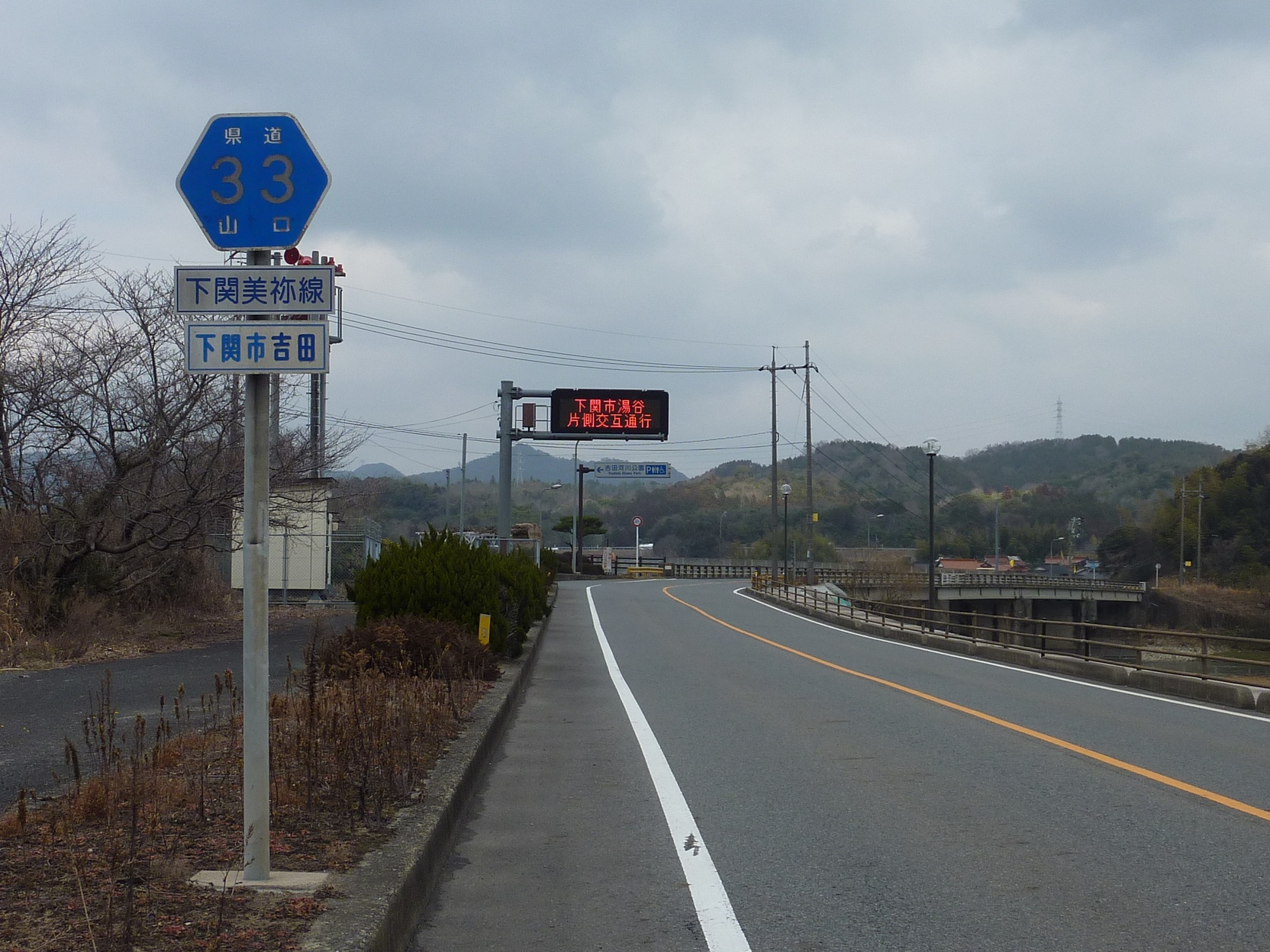
下関市吉田（木屋川付近、美祢方面）

| 交差する道路                                                               | 市町村名 | 交差する場所                     | 交差する場所        |
| -------------------------------------------------------------------------- | -------- | -------------------------------- | ------------------- |
| 山口県道34号下関長門線                                                     | 下関市   | 小野                             | 起点                |
| 国道491号 重複区間起点                                                     | 下関市   | 王司神田1丁目                    |                     |
| 国道491号 重複区間終点 山口県道40号豊浦清末線                              | 下関市   | 清末五毛1丁目                    |                     |
| 国道2号 / 小月バイパス 重複区間起点 国道9号 / 小月バイパス 重複区間起点    | 下関市   | 清末中町3丁目                    | 清末東交差点        |
| 国道2号 / 小月バイパス 重複区間終点 国道9号 / 小月バイパス 重複区間終点    | 下関市   | 松屋本町5丁目                    | 松屋ランプ          |
| 山口県道260号宇賀山陽線                                                    | 下関市   | 吉田                             |                     |
| 山口県道266号日野吉田線                                                    | 下関市   | 吉田地方（よしだじかた）         |                     |
| 山口県道65号山陽豊田線 重複区間起点                                        | 美祢市   | 西厚保町（にしあつちょう）原     |                     |
| 山口県道65号山陽豊田線 重複区間終点 山口県道232号奥万倉山陽線 重複区間起点 | 美祢市   | 西厚保町本郷                     | 美祢市本郷交差点    |
| E2A 中国自動車道                                                           | 美祢市   | 西厚保町本郷                     | 35-1 美祢西IC       |
| 山口県道232号奥万倉山陽線 重複区間終点                                     | 美祢市   | 東厚保町（ひがしあつちょう）川東 |                     |
| 山口県道233号美祢菊川線                                                    | 美祢市   | 東厚保町川東                     |                     |
| 国道435号                                                                  | 美祢市   | 大嶺町東分                       | 吉則下交差点 / 終点 |

### 沿線にある施設など
- 下関中央霊園
- 下関市役所王司支所
- 下関市役所王喜支所
- 下関市役所吉田支所
- 下関ゴールデンゴルフクラブ
- 美祢市役所厚保出張所
- JR美祢線厚保駅
- JR美祢線四郎ヶ原駅
- JR美祢線南大嶺駅
- 山口県立大嶺高等学校
- THE BIG 美祢店

沿線の名所・旧跡・観光地
- 王司温泉
- 東行庵（高杉晋作墓所・東行記念館）
- 湯谷温泉